# Artemas (musicien)
Pour les articles homonymes, voir Artémas.
Artemas, nom de scène d'Artemas Diamandis, est un chanteur, compositeur, producteur anglais né le 23 septembre 1999. Il est connu pour ses titres If U Think I'm Pretty et I Like the Way You Kiss Me sortis respectivement en 2023 et 2024.

## Biographie
Artemas Diamandis grandit dans le comté d'Oxfordshire et aspire à devenir chanteur dès son plus jeune âge. L'écriture dans sa musique lui est inspiré par un documentaire sur le chanteur Kurt Cobain à l'âge de seize ans.
Après plusieurs démos, sa sortie de son titre If U Think I'm Pretty (en) en octobre 2023 lui permet d'être reconnu et intègre certains classements de musique. Son titre I Like the Way You Kiss Me (en) sorti en mars 2024 marque un vrai tournant puisque ce titre atteint de nombreux classements, trustant la première place en Autriche, Allemagne ou la Suède et le podium aux États-Unis, Australie et Royaume-Uni.

## Discographie

### Albums
- 2022 : I'm Sorry I'm Like This
- 2024 : Pretty
- 2024 : Yustyna

### Singles
| Titre                      | Année | Positions | Positions | Positions | Positions | Album   |
| Titre                      | Année | UK        | AUS       | ALL       | USA       | Album   |
| -------------------------- | ----- | --------- | --------- | --------- | --------- | ------- |
| If U Think I'm Pretty      | 2023  | 39e       | 30e       | 94e       |           | Pretty  |
| I Like the Way You Kiss Me | 2024  | 3e        | 3e        | 1er       | 2e        | Yustyna |